# Віялка

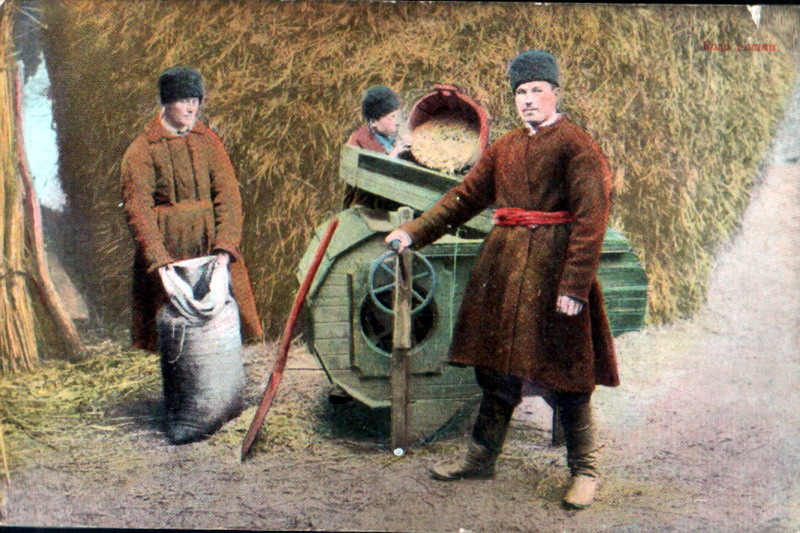
Віялка, фото до 1917 р.

Ві́ялка — пристрій, сільськогосподарська машина для провіювання, тобто очищення і калібрування зерна після обмолоту. Віялки замінили собою примітивні знаряддя (на зразок лопат, совків), якими здійснювали провіювання після молотьби ціпами.

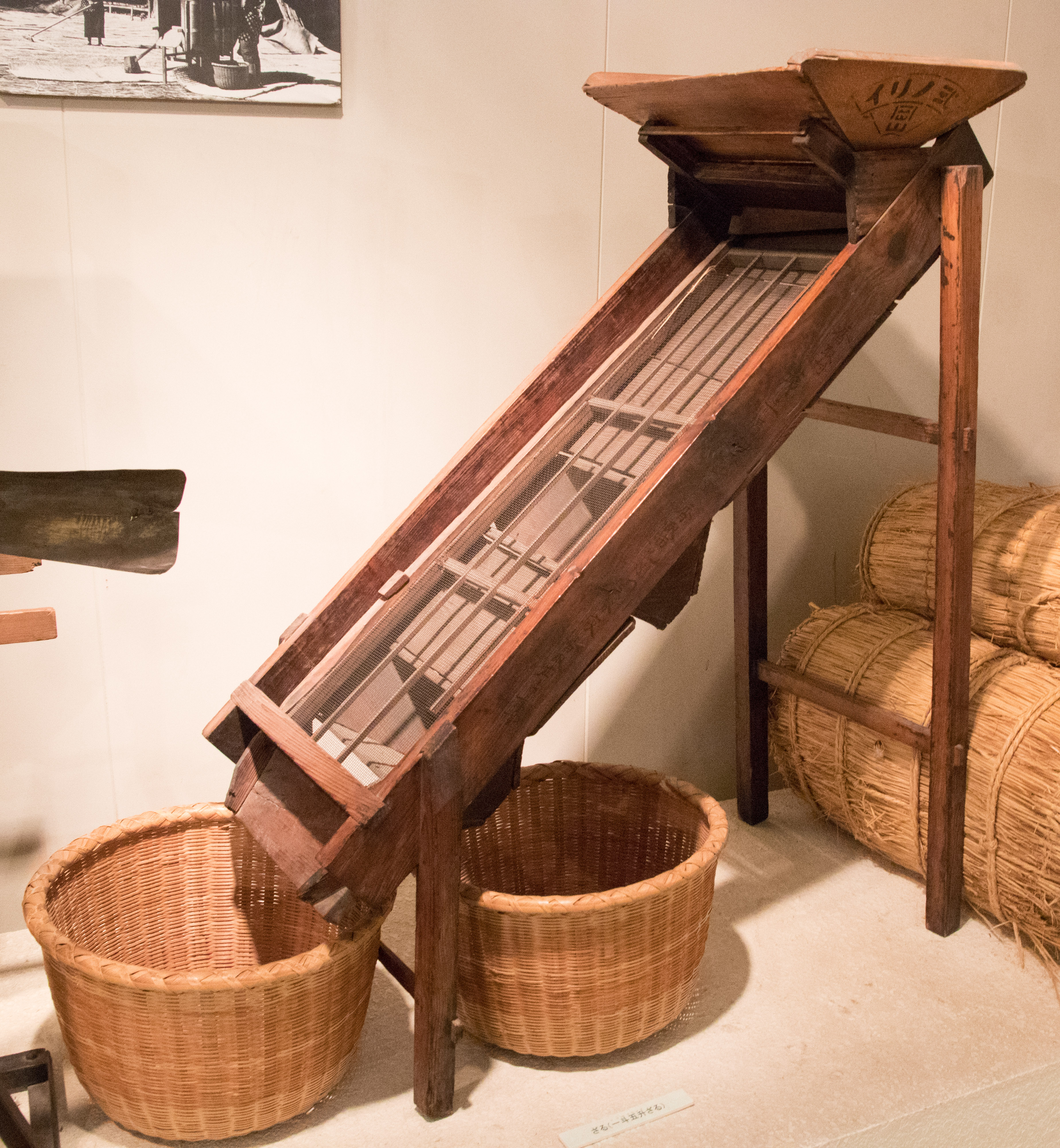
Старий традиційний японський сільськогосподарський інструмент, який просіває зерна та полову

У ранішні часи в основу роботи віялок було покладено процес просіювання на ситах. Сучасні віялки використовують також пневматичний спосіб очищення і калібрування зерна: за допомогою струменя повітря від вентилятора. Віялки встановлюються на току, але на теперішній час вони використовуються рідше: пристрій для провіювання зерна входить до конструкції зернозбирального комбайна.

## Історія

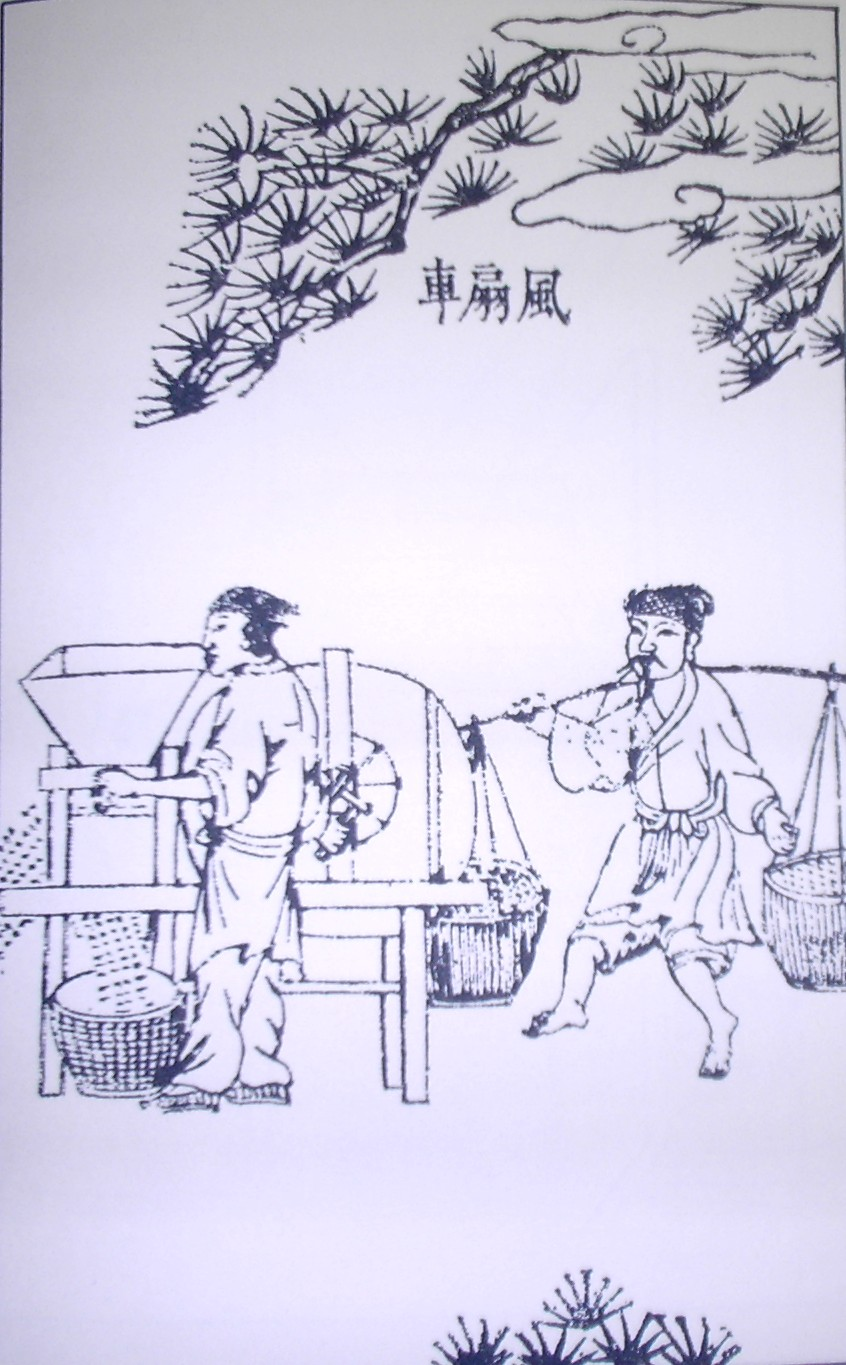
Китайська віялка з обертовим вентилятором, з енциклопедії Тяньгун Кайу, опублікованій 1637 Сун Інсіном.

Найдавнішим способом віяння було підкидання зерна лопатою-«віячкою»: купу підкидали невеликими порціями так, щоб при падінні на зерно діяв вітер, який і відносив геть легші частини купи, а краще зерно падало майже прямовисно. У напрямку руху вітру, за хорошим зерном лягало зерно легше, а найлегші частини купи, віднесені вітром (полова, відвійки), лягали смугою залежно від дедалі меншої питомої ваги.

### Китай
У стародавньому Китаї вперше була застосована віялка з обертовим вентилятором, який створював повітряний потік для відділення полови. Про це написав у 1313 китайський першодрукар Ван Чжень у праці по сільському господарству «Нін Шу».

#### Європа
У саксонських поселеннях у Нортумберленді, таких як Джефрін (нині Їверінг), описаних Бедою, були показані реконструкції будівель по розкопках, які мали протилежні входи. У коморах ці двері призначалися для створення протягу-вітродува.
Розроблена в Китаї техніка для віяння зерна не був сприйнята в Європі до 1700-х років, коли віялки стали використовуватися під назвою «вітрильне віяло» (англ. sail fan). Віялки з обертовим вентилятором були експортовані в Європу голландськими моряками між 1700 і 1720 рр. Мабуть, вони отримали їх від голландських поселенців в Батавії на Яві, в Голландській Ост-Індії. Шведи імпортували аналогічні зразки з Південного Китаю приблизно в цей же час, а єзуїти доставили кілька штук до Франції з Китаю в 1720 році. До початку вісімнадцятого століття ніяких обертових вентиляторів на Заході не існувало.
У 1737 році Ендрю Роджер, фермер з маєтку Каверс у Роксбургширі, розробив віялку для кукурудзи, названу ним fanner. Її застосування було успішним, і сім'я продавала їх по всій Шотландії протягом багатьох років. Деякі шотландські пресвітеріанські священики побачили в віялці гріх проти Бога, бо вітер був ним створений спеціально, а штучний вітер був зухвалою і нечестивою спробою узурпувати те, що належить одному Богу.
Наприкінці XIX — початку XX століття існувало вже багато конструкцій віялок: вони могли бути як окремими машинами, так і елементом складної молотарки. Залежно від конструкції віялки або здійснювали очищення зерна від полови та іншого сміття, або поряд з цим здійснювали й сортування зерна. Урухомлювалися віялки переважно вручну, застосовувався також кінний привод і привод від парової машини.

## Конструкція

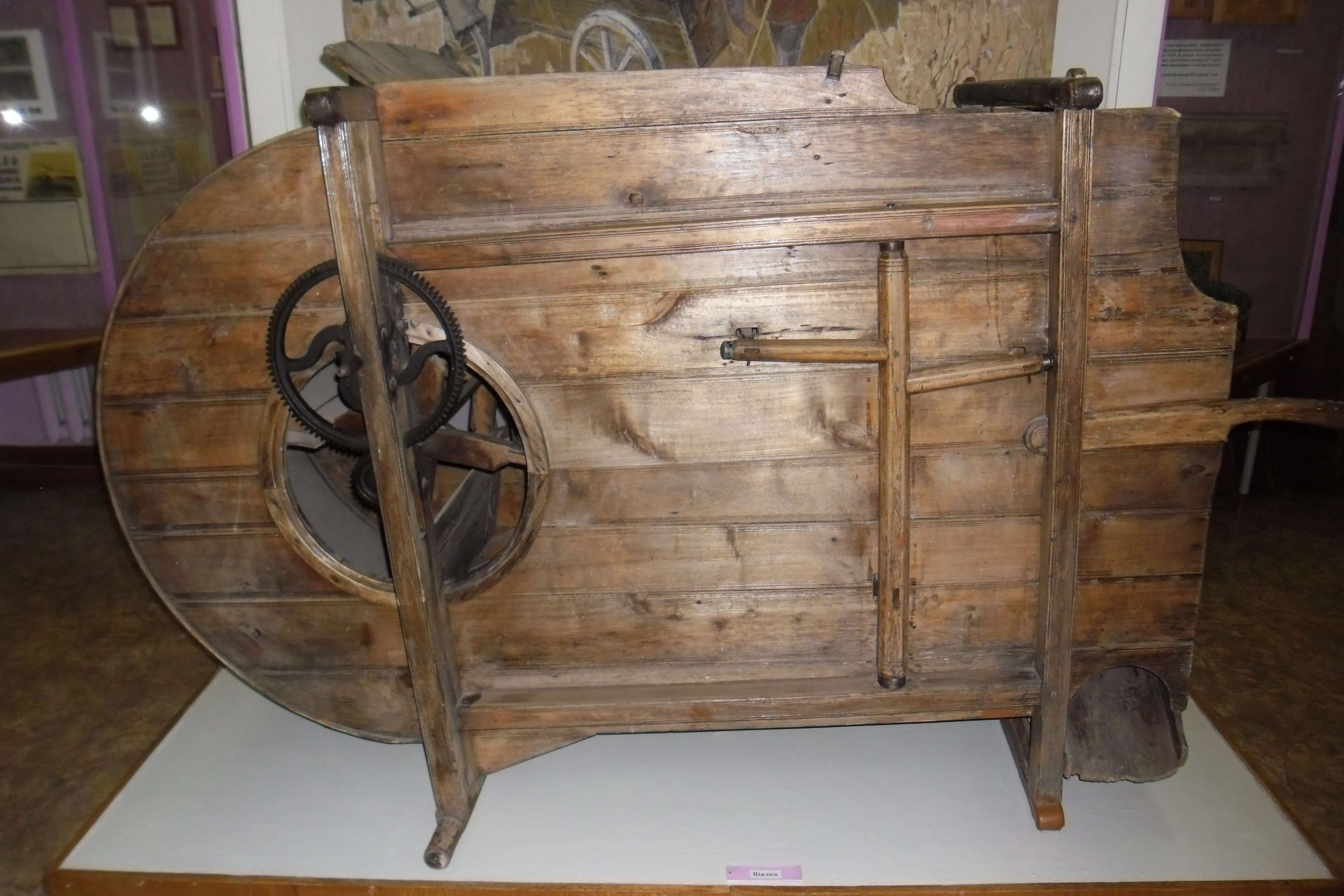
Віялка ХІХ ст. Україна. Полтавщина.

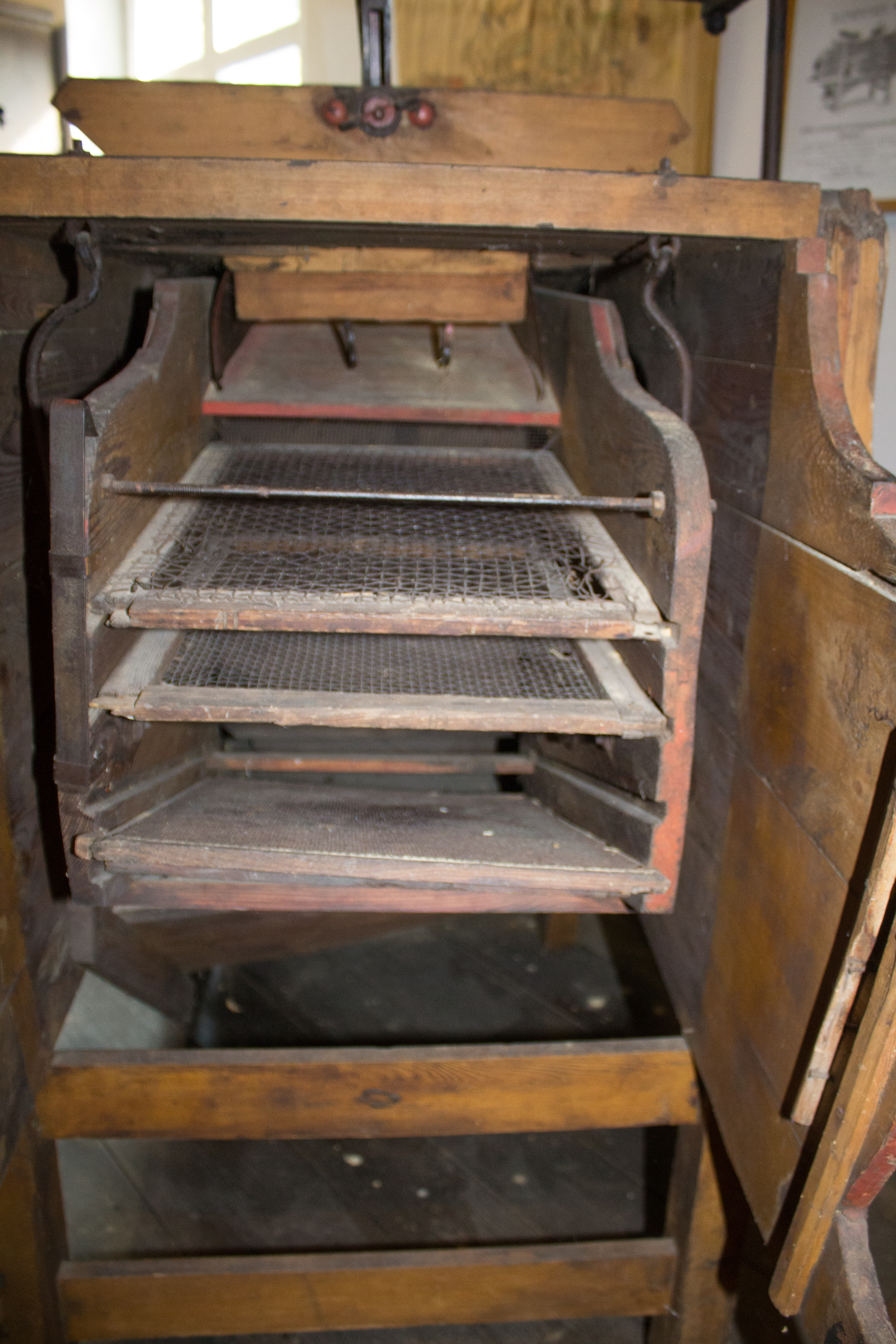
Система решіт

### Проста віялка

Схема віялки. Вертушка (ventilateur), створює повітряний потік (vent); зерно висипається з коша (trémie), спорядженого засувкою-регулятором (volet), на рухоме решето (grille mobile), урухомлюване кривошипом з шатуном (bielle). Відсортоване зерно (bons grains) скочується по нерухомому решеті (crible fixe), дрібні домішки (criblures) провалюються крізь нього, колоски або стручки (epis ou gousses) скочуються по рухомому решеті і падають у передній ящик, полова (balles et menues pailles) відноситься повітряним потоком.

Проста віялка складається з вентилятора (вертушки, крилача), що закріплений на горизонтальній осі і приводиться в дію ручним приводом через шестірню, встановленого над вертушкою коша для зерна, кількох решіт, одно чи кількох ящиків для відсортованого зерна, ящика для домішок. Зерно з домішками (ворох) висипається з коша перед вертушкою, потік повітря відносить полову, а зерно вдаряється о щит і падає в ящик. Для більш ретельного очищення (а також сортування зерна) застосовують систему решіт, встановлених під кошем: вічка нижнього найдрібніші, верхнього — найбільші. Решетам надається поступальний рух за допомогою кривошипно-шатунного механізму. Під решетами встановлений ящик для дрібного зерна, у передній (встановлений під кошем) падають великі домішки, відсіяні на найвищому решеті, а дорідне зерно падає в задній ящик.

### Млинок
Млинок, фухтель, комірна віялка — віялка-сортувалка, яка проводить очищання і сортування зерна за його вагою. У Російській імперії XIX — початку XX століть млинки мали поширення в польських і південно-західних (українських) губерніях. Може бути як з решетами, так і без решіт. Зерно з коша допомогою обертового валика сиплеться в камеру і підхоплюється струменем повітря від вентилятора, причому важчі зерна падають ближче до вентилятора, легші відлітають далі, а найлегші і домішки вилітають назовні. Усередині камери знизу ставляться у вертикальному напрямку дві пересувні заслінки з регульованим нахилом: завдяки ним зерно ділиться на 3 сорти. Для очищення першого сорту ставляться 2 решета: через перше проходять всі зерна, крім великих домішок, які скочуються з нього в жолоб; крізь друге решето проходять важкі домішки і пісок, а чисте зерно скочується з нього в ящик. Нахиляючи заслінки в ту чи іншу сторону, можна змінювати кількість надходження зерен у перший і другий сорт. З розвитком складних зерноочисних установок млинки втратили своє значення, але вони певний час залишалися як підсобні машини, наприклад, для провіювання з метою просушування зерна.
До віялок можуть додавати допоміжні пристрої: зернопідіймачі для насипання зерна в мішки, ворохоподавачі для подавання вороху в кіш.

### Віялки сортування за об'ємом

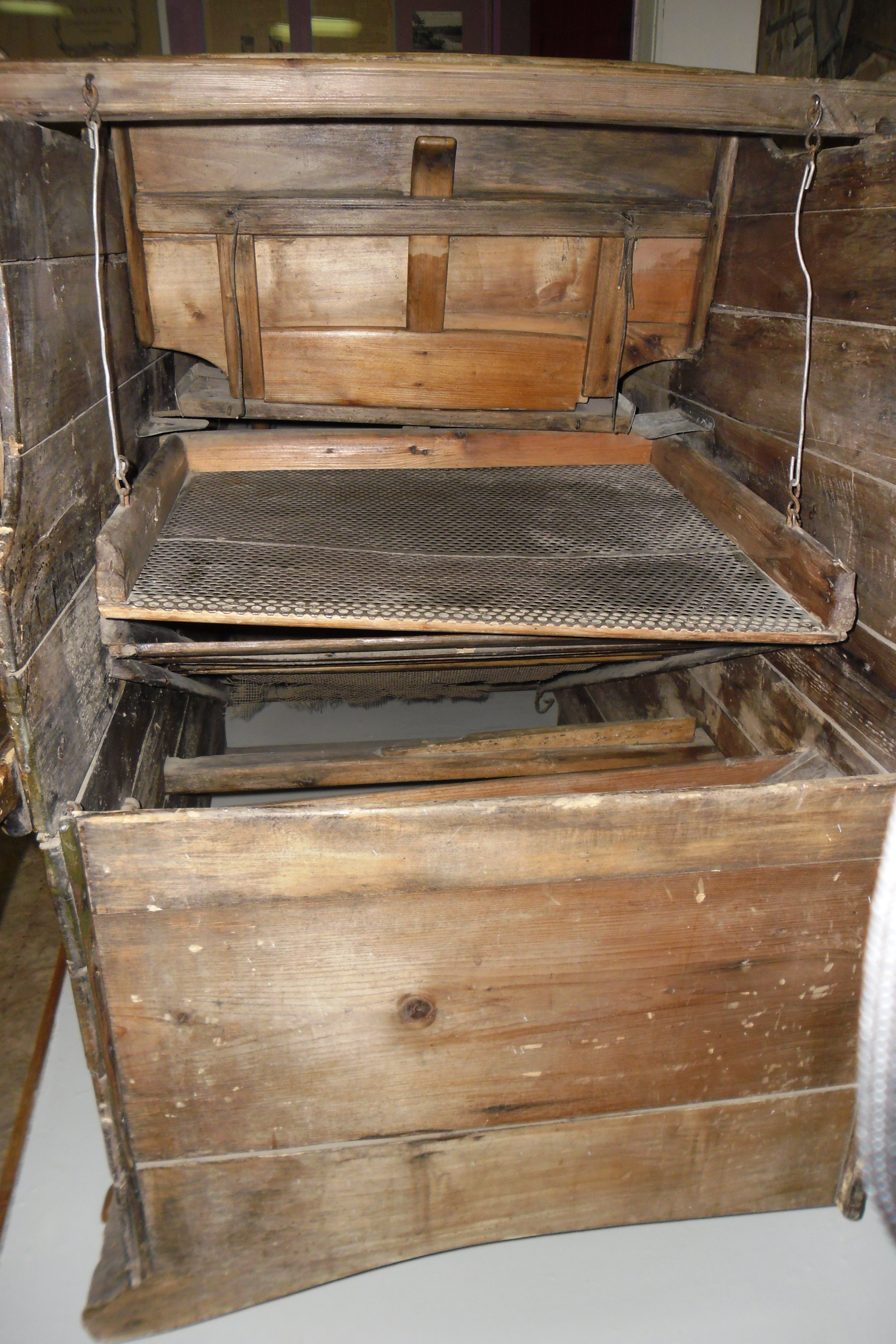
Віялка ХІХ ст. Готовий чистий продукт — надрешітний, пил і полова — підрешітний.

Віялки-сортувалки, що проводять сортування не за вагою, а за об'ємом (розміром) зерен, використовують решета з вічками різного розміру. Віялки із сортуванням за розміром зерен можуть бути кількох типів. Найпростішим пристроєм для очищення зерна може служити звичайний грохот, що використовувався для цієї мети в Російської імперії ще на початку XX століття: грохот у вигляді великого решета підвішувався за хрестоподібний строп до балки, і майстер-«підсівач», всипавши в нього певну кількість зерна, гойдав його, нахиляючи то в одну, то в іншу сторону, при цьому дрібне сміття відсівалося через решето, а велике накопичувалося в середині, де його знімали руками. Коли набиралася велика кількість знятого руками засміченого зерна, його піддавали знову грохотанню. Результати очищення зерна таким способом можуть бути цілком задовільними, але вони залежать від вправності і сумлінності самого підсівача.

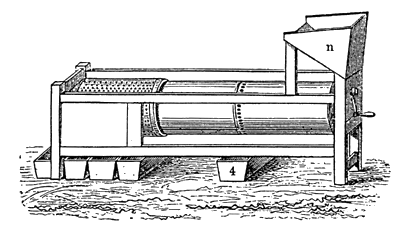
Сортувалка з циліндрами
У сортувалці з обертовими циліндрами очищення зерна стається за допомогою двох поміщених один в одного похилих обертових циліндрів: зовнішнього решітчастого і внутрішнього лунчастого. Ворох з коша падає спочатку на рухоме пробивне решето, легкі домішки (полова) здуваються вентилятором, а зерно з важкими домішками надходить до внутрішнього лунчастого циліндра. Внутрішня поверхня цього циліндра споряджена заглибинами (лунками), у яких затримуються сміттєві зерна (насіння бур'янів, відвійки), а завдяки обертанню циліндра вони підіймаються догори, під дією сили ваги вивалюються із лунок і падають на жолоб, що проходить всередині лунчастого циліндра. По жолобу домішки спускаються до нижнього кінця циліндра і виводяться з нього в спеціальний ящик. Відсортовані ж зерна, затримуючись спеціальними шарнірно прикріпленими до жолоба лопатками, доходять по внутрішній поверхні циліндра до його нижнього кінця, після чого шнековим конвеєром, розташованим по осі циліндра, підіймаються знову до верхнього кінця. Там вони надходять до зовнішнього решітчастого циліндра, який складається з трьох відділень пробивних решіт: перше з дрібними, друге з середніми, і третє — з великими вічками. У решітчастому циліндрі стається сортування очищеного зерна на 4 сорти: у першому відділенні випадають найдрібніші зерна, у другому — середні, у третьому — дорідні, і нарешті, найдорідніші виходять з нижнього кінця циліндра.
Решітчаста гірка
Решітчаста гірка складається з кількох рухомих (хитних) решіт, розташованих похило одне над одним. У верхній частині конструкції розташовуються вентилятор і кіш для зерна. Вентилятор відділяє від зерна дрібне сміття, після чого зерна спускаються по верхньому (з найбільшими вічками) і нижчих решетах. Найдорідніше зерно, що не пройшло через найбільші вічка, збирається біля нижнього краю решета.
Полотняна гірка
Полотняні гірки (полотнянки) — пристрої, що використовують для сортування насіння стрічковий транспортер. Застосовувалися, переважно, для очищання бурякового насіння, також для відділення вівса від вики. Мають досить просту конструкцію: зерно з коша падає на зроблений з полотна похилий стрічковий транспортер, дорідніші зерна скочуються на решето під його нижнім краєм, а легші підіймаються транспортером до його верхнього краю і падають у спеціальний ящик. На решеті затримуються найдорідніші зерна, а зерно середнього розміру накопичується під решетом.

## Галерея

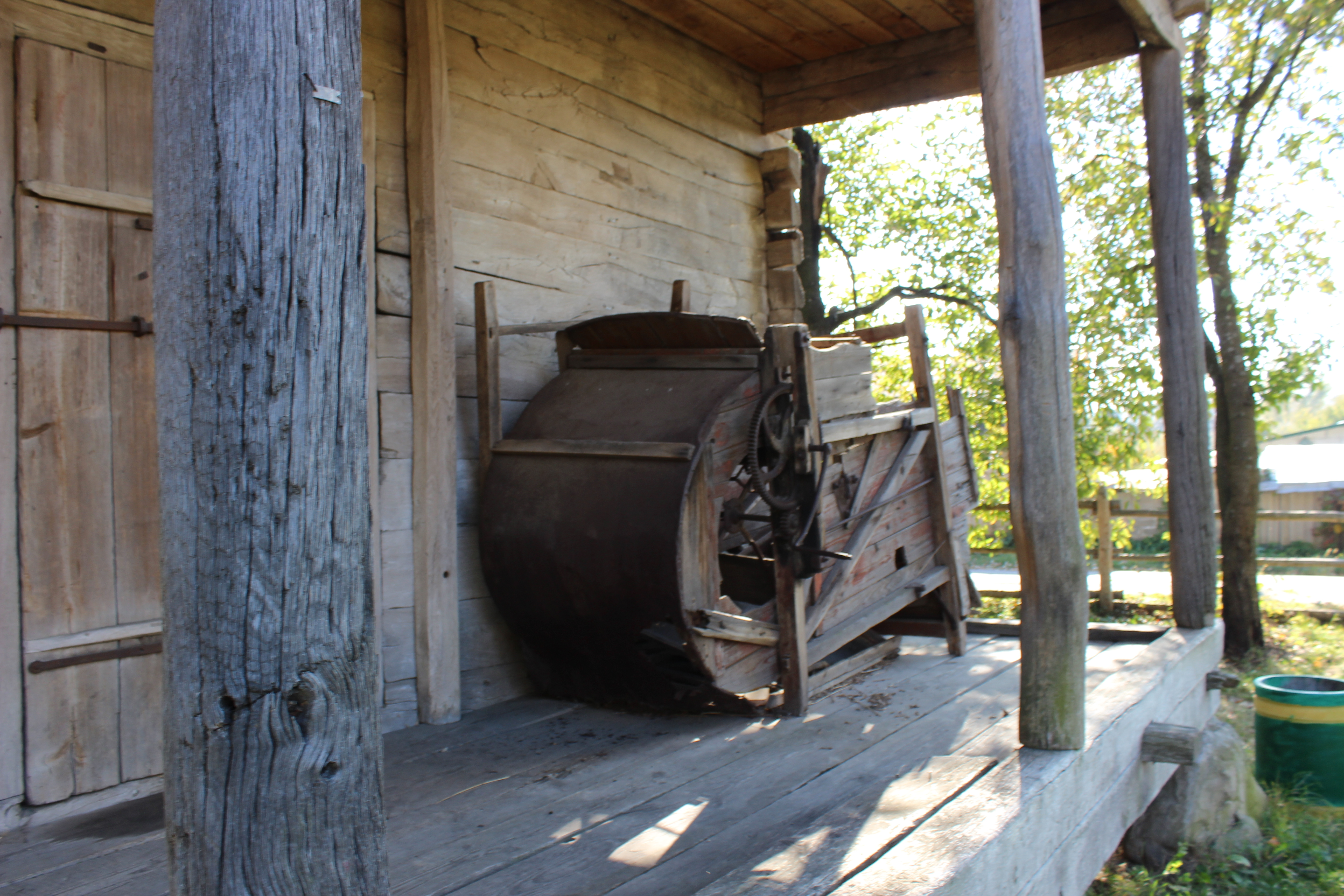
Віялка біля гамазею із села Луб'янка Білокуракинського району Луганської області. Музей у Пирогові.
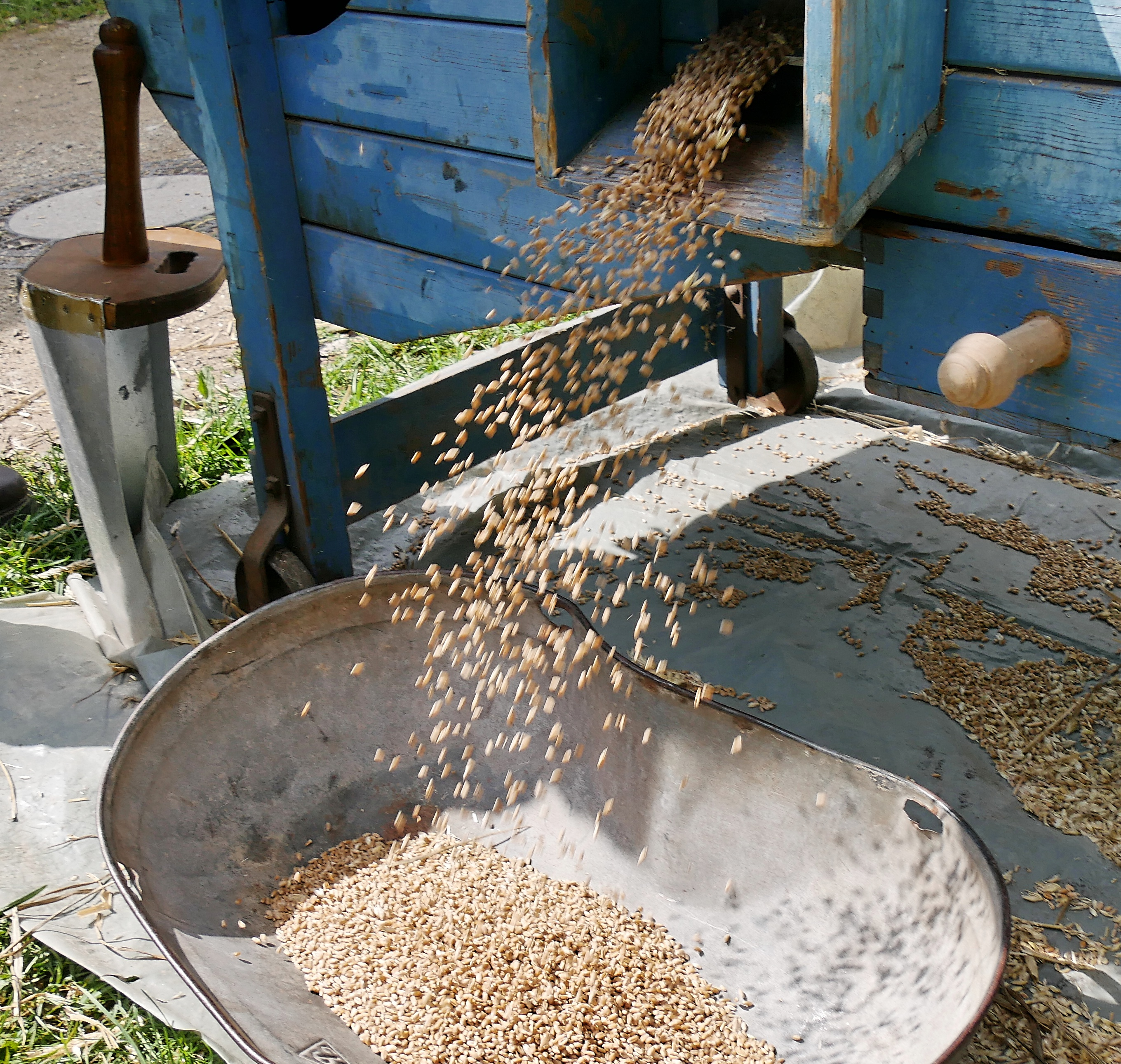
Вихід очищеного зерна
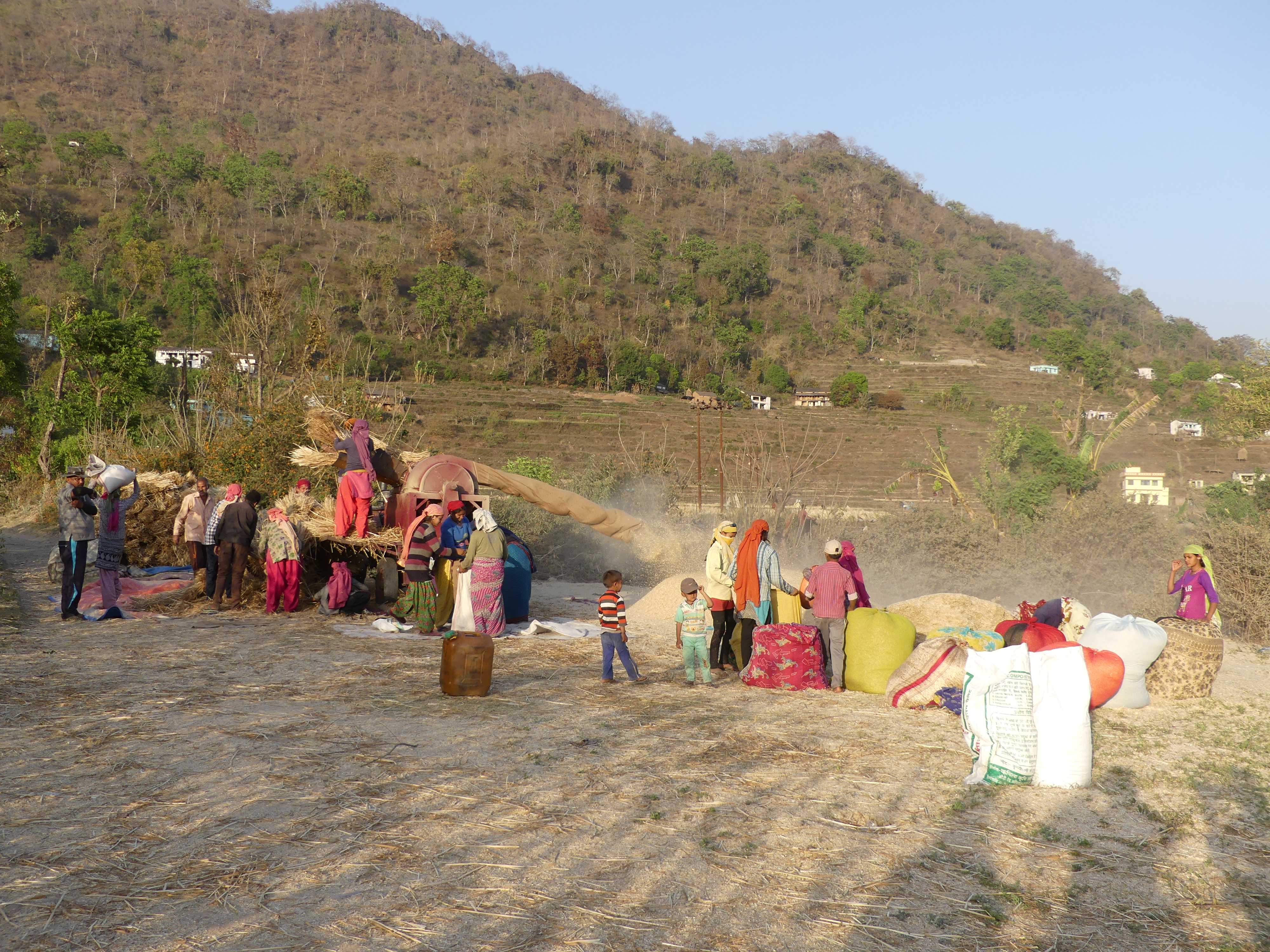
Віяння в Індії
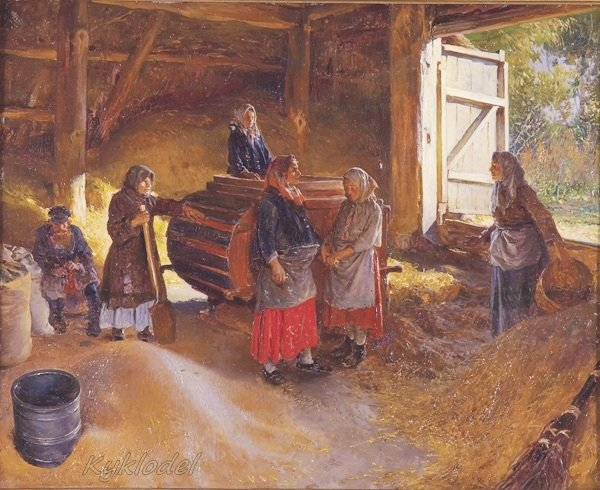
Віялка на картині Гумно К. В. Лебедєва, 1894